# Odontolabis ludekingi
Odontolabis ludekingi is een keversoort uit de familie vliegende herten (Lucanidae). De wetenschappelijke naam van de soort is voor het eerst geldig gepubliceerd in 1861 door Snellen van Vollenhoven.
De soort is genoemd naar de ontdekker, de heer Everhardus Wijnandus Adrianus Lüdeking, officier van gezondheid bij het Nederlands leger in Nederlandsch-Indië. De soort komt voor op Sumatra.